# U.S. Route 250
La U.S. Route 250 (US 250) est une US Route auxiliaire de la US 50 parcourant 514 miles (827 km) depuis Sandusky, Ohio jusqu'à Richmond, Virginie. Elle passe par l'Ohio, la Virginie-Occidentale et la Virginie.
En Ohio et en Virginie, la route est indiquée comme ouest–est alors qu'en Virginie-Occidentale, elle est identifiée comme une route sud–nord.

## Description du tracé

### Ohio
La US 250 débute à la jonction de la US 6 à Sandusky. Elle se dirige vers le sud-est et passe par Norwalk, Ashland, Wooster, Mount Eaton et Strasburg. Là, elle rejoint l'I-77 vers le sud jusqu'à New Philadelphia, où elle quitte l'autoroute. Elle continue vers le sud-est sous forme autoroutière jusqu'à Uhrichsville, où elle redevnient une route à deux voies. Elle se rend ensuite à Cadiz et Bridgeport, où elle rejoint la US 40 pour traverser la rivière Ohio, marquant la frontière avec la Virginie-Occidentale.

### Virginie-Occidentale
La US 250 entre en Virginie-Occidentale en multiplex avec la US 40. Sur Wheeling Island, à Wheeling, les routes rejoignent l'I-70. La US 40 la quitte rapidement et la US 250 la quitte après avoir traversé le tunnel de la ville. La US 250 prend alors la direction sud en longeant la rivière Ohio jusqu'à Moundsville où elle bifurque vers le sud-est en s'éloignant de la rivière. Au nord de Cameron, elle bifurque vers le sud, passe par cette ville, puis Hundred, Mannington et Fairmont, au sud-est. Plus au sud, elle rejoint la US 50 et les routes forment un court multiplex. Près de Grafton, la US 119 rejoint la US 250 vers le sud, jusqu'à Philippi, où la US 250 reprend une orientation vers le sud-est. À l'ouest d'Elkins, elle rejoint la US 48 jusqu'à Elkins, où la US 250 se dirige vers la Forêt nationale de Monongahela, au sud-est. C'est dans cette forêt qu'elle atteint la frontière de la Virginie.

### Virginie
La route entre en Virginie à l'ouest de Monterey. Elle atteint cette ville puis continue son trajet vers le sud-est. Elle traverse une section de la Forêt nationale George Washington et Jefferson et atteint Staunton. Elle traverse la ville et, au sud-est de Staunton, elle trouve l'I-64 qu'elle longera jusqu'à Richmond. Sur son trajet, elle passe par Waynesboro, Charlottesville et Henrico avant d'atteindre le centre-ville de Richmond. Elle prend fin à la jonction avec la US 360 au centre-ville.

## Intersections majeures
Ohio
 US 6 à Sandusky
 I-80 / I-90 près de Milan
 US 20 à Norwalk
 US 224 près de New London
 US 42 à Ashland. Les routes forment un multiplex dans la ville.
 I-71 près d'Ashland
 US 30 près de Wooster. Les routes forment un multiplex jusqu'au sud-est de Wooster.
 US 62 à Wilmot. Les routes forment un multiplex dans la ville.
 I-77 près de Strasburg. Les routes forment un multiplex jusqu'à New Philadelphia.
 US 36 à Uhrichsville
 US 22 à Cadiz. Les routes forment un multiplex dans la ville.
 US 40 à Bridgeport. Les routes forment un multiplex jusqu'à Wheeling, Virginie-Occidentale.
Virginie-Occidentale
 I-70 sur Wheeling Island. Les routes forment un multiplex jusqu'à Wheeling.
 I-470 à Wheeling
 US 19 à Fairmont. Les routes forment un multiplex dans la ville.
 I-79 à White Hall
 US 50 près de Prunytown. Les routes forment un multiplex jusqu'à Prunytown.
 US 119 près de Webster. Les routes forment un multiplex jusqu'à Philippi.
 US 48 près de Junior. Les routes forment un multiplex jusqu'à Leadsville.
 US 33 près de Norton. Les routes forment un multiplex jusqu'à Elkins.
 US 219 près d'Elkins. Les routes forment un multiplex jusqu'à Huttonsville.
Virginie
 US 220 à Monterey
 US 11 à Staunton. Les routes forment un multiplex dans la ville.
 I-81 à Staunton
 US 340 à Waynesboro. Les routes forment un multiplex dans la ville.
 I-64 à Rockfish Gap
 I-64 à Yancey Mills
 US 29 près de Charlottesville. Les routes forment un multiplex jusqu'à Charlottesville.
 I-64 près de Charlottesville
 US 15 à Zion X-Roads
 US 522 à Gum Spring
 I-64 près de Short Pump
 I-64 à Dumbarton
 US 33 à Richmond. Les routes forment un multiplex dans la ville.
 US 1 / US 301 à Richmond
 I-95 à Richmond
 US 360 à Richmond